# Hybomitra zhaosuensis
Hybomitra zhaosuensis är en tvåvingeart som beskrevs av Wang 1985. Hybomitra zhaosuensis ingår i släktet Hybomitra och familjen bromsar. Inga underarter finns listade i Catalogue of Life.